# Śliwiec purpurowy
Śliwiec purpurowy (Spondias purpurea L.) – gatunek drzewa z rodziny nanerczowatych. Pochodzi z Meksyku i Ameryki Środkowej. Gatunek szeroko rozprzestrzeniony w tropikalnej części Ameryki, również uprawiany. Lokalna nazwa hiszpańska: jocote. 

## Morfologia
PokrójDrzewo dorastające do 35 m wysokości.
LiściePierzaste, ułożone spiralnie. Listki.
KwiatyDrobne, czerwone, zebrane w wiechach o krótkich ogonkach. Widoczne są na gołych gałęziach przed pojawieniem się młodych liści.
OwocPodłużny pestkowiec o długości ok. 5 cm w kolorze żółtym do fioletowego. Wyglądem i smakiem przypomina nieco śliwkę.

## Zastosowanie
- Owoce o słodko-kwaskowatym smaku są jadalne.

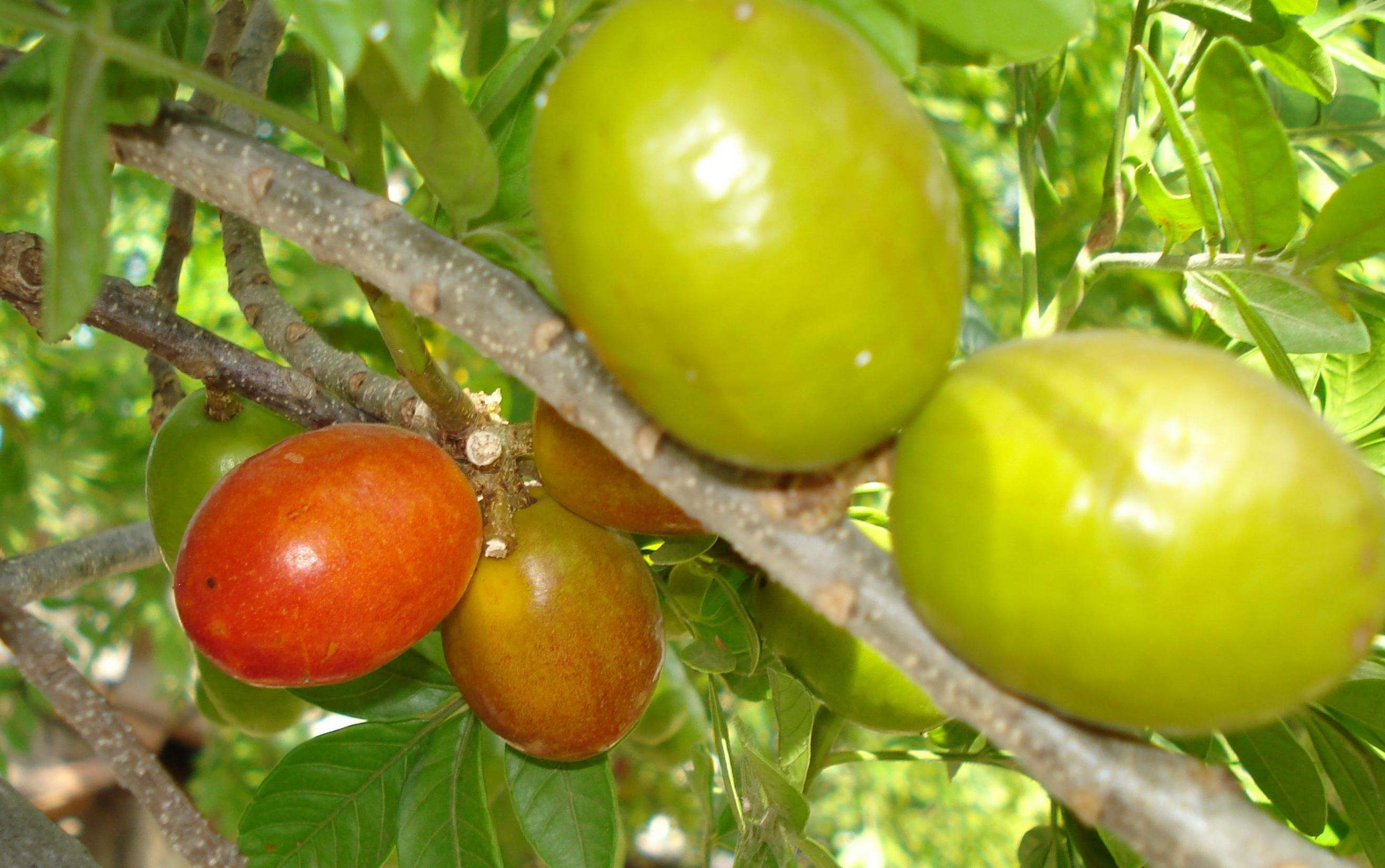
Dojrzałe owoce